# 1977 في السويد
فيما يلي قوائم الأحداث التي وقعت خلال عام 1977 في السويد.

## رياضة
- 21 أغسطس – بطولة أوروبا للألعاب المائية 1977

## مواليد

### فبراير
- 2 فبراير – مارتن بوكويست لاعب كرة يد سويدي.
- 24 فبراير – يكسيل أوسمانوفسكي لاعب كرة قدم سويدي.

### مارس
- 19 مارس – روبرت ليندستيدت لاعب كرة مضرب سويدي.

### أبريل
- 5 أبريل – دانييل مايستوروفيتش لاعب كرة قدم سويدي.
- 16 أبريل – فريدريك ليونغبرغ لاعب كرة قدم سويدي.

### مايو
- 12 مايو – جيفري أوبين لاعب كرة قدم سويدي.

### يوليو
- 14 يوليو – فيكتوريا

### أغسطس
- 28 أغسطس – دانييل أندرسون لاعب كرة قدم سويدي.

### سبتمبر
- 3 سبتمبر – أولوف ميلبيرغ لاعب كرة قدم سويدي.
- 4 سبتمبر – برسوم أبجر لاعب كرة قدم سويدي.
- 14 سبتمبر – مالك بن جلول

### أكتوبر
- 7 أكتوبر – دان بوتلر لاعب كرة يد سويدي.

### ديسمبر
- 18 ديسمبر – أكسويل

### يناير
- 4 يناير – مارغريتا أميرة السويد (مواليد 1899)

### فبراير
- 5 فبراير – أوسكار كلاين (مواليد 1894) فيزيائي سويدي.

### أغسطس
- 11 أغسطس – أوتو أندرسون (مواليد 1910) لاعب كرة قدم سويدي.